# Clematis carrizoensis
Clematis carrizoensis är en ranunkelväxtart som beskrevs av D.Estes. Clematis carrizoensis ingår i släktet klematisar, och familjen ranunkelväxter. Inga underarter finns listade i Catalogue of Life.